# 足利直義
足利 直義（あしかが ただよし）は、鎌倉時代末期から南北朝時代初期にかけての武将・公卿・政治家・歌人。鎌倉幕府の有力御家人足利貞氏の三男。兄に足利高義と足利尊氏がいる。室町幕府初代将軍足利尊氏の同母弟。養子に直冬。
元弘の乱で兄の尊氏に従って北条氏から離反し、後醍醐天皇や兄と共に鎌倉幕府を滅ぼした。建武の新政では兄と同様、後醍醐から多大な恩賞を受け、後醍醐皇子の成良親王を奉戴して鎌倉将軍府の事実上の長を務めた。中先代の乱では北条時行に敗退し、鎌倉撤退の混乱の中、後醍醐皇子で前征夷大将軍の護良親王を殺害した。建武の乱の湊川の戦いでは足利方陸軍の主将を務め、陸軍副将の高師泰と共に建武政権軍の名将楠木正成を討ち取る武功をあげた。
室町幕府草創期においては、「三条殿」と称されて実質的な幕政の最高指導者となり、公卿の地位に登った。卓越した政治的手腕によって幕政の礎を築き、北朝の光厳上皇との関係強化にも努め、厚い信頼を得た。是円らによる幕府基本法『建武式目』も直義の意向が大きく反映されているとされる。政策は保守的で、鎌倉幕府の古法を多く模倣した。その後、革新派の執事の高師直との間で、政策や養子の直冬の処遇を巡る対立関係が発生、観応の擾乱という武力闘争に発展し、最終的に薩埵峠の戦いで実兄の尊氏に敗れた。鎌倉に蟄居の後、政敵の師直が暗殺された丁度一年後という日付に急死を遂げた。
冷静沈着・実直な人間であったとされ、室町幕府の成立は名政治家である直義の手腕に大きな部分を負っている。禅宗を篤く敬って庇護し、 臨済宗高僧の夢窓疎石（夢窓国師）との対話は『夢中問答集』として出版された。また後醍醐帝鎮魂のため、尊氏・夢窓・光厳と共に天龍寺を創建した。兄に次ぐ優れた武家歌人でもあり、『風雅和歌集』以下の勅撰和歌集に26首が入集した。

## 生涯

### 誕生
次兄の高氏（尊氏）と同じく父・足利貞氏の側室である上杉清子が産んだ子で、母は北条氏ではない。
生年は古くは『公卿補任』貞和5年（1349年）条等から徳治元年（1306年）とするのが通説だった。しかし、『三宝院賢俊僧正日記』の暦応5年（1342年）2月条に「三条殿　卅六　丑未」とあり、これにしたがえば逆算して徳治2年（1307年）となり、通説とは1年異なる。賢俊という尊氏・直義兄弟に近い人物による証言であり、さらに「門葉記130」という傍証もある。2010年代時点で新説の徳治2年（1307年）説を採用する研究者には、森茂暁・清水克行・亀田俊和等がおり、森・亀田は新説が有力であると述べている。

### 倒幕から幕府創設まで
足利氏の慣例に従い、二人の兄同様に初めは、得宗（鎌倉幕府執権）・北条高時より賜った偏諱と祖先にあたる源義国の一字により高国（たかくに）と名乗るが、桓武平氏を称した北条氏（本来であれば家格が劣る）が実権を握る幕府に叛旗を翻した後は、河内源氏の通字である「義」を用いた忠義（ただよし）、直義（ただよし）に改名する。正慶2年（1333年）、後醍醐天皇が配流先の隠岐島を脱出して鎌倉幕府打倒の兵を挙げると、兄の高氏とともにこれに味方し六波羅探題攻めに参加する。
建武の新政では左馬頭に任じられ、鎌倉将軍府将軍成良親王を奉じて鎌倉にて執権となり、後の鎌倉府の基礎を築く。建武2年（1335年）、中先代の乱が起こり、高時の遺児時行が信濃国に挙兵し関東へ向かうと、武蔵国町田村井出の沢（現東京都町田市本町田）の合戦にて反乱軍を迎撃するが敗れる。反乱軍が鎌倉へ迫ると、幽閉されていた護良親王を配下の淵辺義博に命じて混乱の中で殺害させ、足利氏の拠点となっていた三河国矢作（愛知県岡崎市）へと逃れた。もっとも、成良親王は無事に京都に送り返されており、護良親王殺害も建武政権の立場に立った行動であった。
同年、後醍醐天皇に無断で来援した尊氏と合流すると東海道を東へ攻勢に転じ、反乱軍から鎌倉を奪還する。奪還後も鎌倉に留まった尊氏は付き従った将士に独自に論功行賞などを行うが、これは直義の強い意向が反映したとされている。しかし、建武政権から尊氏追討令が出、新田義貞を大将軍とする追討軍が派遣されるや、尊氏は赦免を求めて隠棲する。直義らは駿河国手越河原（静岡県静岡市駿河区）で義貞を迎撃するが敗北する（手越河原の戦い）。これに危機感を持った尊氏が出馬すると、これに合して箱根・竹ノ下の戦いで追討軍を破って京都へ進撃する。足利軍は入京したものの、建武3年（延元元年/1336年）に陸奥国から上洛した北畠顕家や楠木正成、新田義貞との京都市街戦に敗れる。再入京を目指すも、またしても摂津国豊島河原での戦いに敗れて九州へと西走する（豊島河原の戦い）。道中の備後国鞆の浦にて光厳上皇の院宣を得て、多々良浜の戦いで建武政権側の菊池武敏に苦戦を強いられながらもこれを撃破するなど、西国の武士の支持を集めて態勢を立て直して東上を開始。海路の尊氏軍と陸路の直義軍に分かれて進み、湊川の戦い（兵庫県神戸市）で新田・楠木軍を破って再び入京する。

### 二頭政治から観応の擾乱へ
持明院統の光明天皇が即位し光厳上皇が院政を開始。足利尊氏は明法家（法学者）の是円（中原章賢）・真恵兄弟らへの諮問のもと『建武式目』を制定して幕府を成立させるが、この式目の制定には直義の意向が強いとされる。暦応元年（1338年）に尊氏は征夷大将軍に、直義は左兵衛督に任じられ、政務担当者として尊氏と二頭政治を行い「両将軍」と併称された。
暦応4年（1341年）3月24日には、出雲・隠岐両国守護の有力武将塩冶高貞を謀反人と責め、桃井直常・山名時氏を主将とする追討軍を派兵して数日のうちに自害に追い込んだ。鈴木登美恵や亀田俊和らの主張によれば、高貞謀反が事実の可能性は十分にあり、皇族早田宮出身という説もある妻を介して、義弟（義兄？）に当たる南朝公卿で九州方面軍を指揮する源宗治らと内通していたのではないかという。
しかし、貞和4年（1348年）ごろから足利家の執事を務める高師直と対立するようになり、幕府を直義派と反直義派に二分する観応の擾乱に発展し、さらに吉野へ逃れていた南朝も混乱に乗じて勢力を強める。直義派からの讒言を受けて尊氏が師直の執事職を解任すると、貞和5年（1349年）に師直とその兄弟の師泰は直義を襲撃し、直義が逃げ込んだ尊氏邸をも大軍で包囲した。高兄弟は直義の罷免を求め、直義が出家して政務から退くことを条件に和睦する。直義は出家し、三条坊門殿の邸宅を鎌倉から上洛してきた足利義詮に譲って恵源（えげん）と号した。
翌観応元年（1350年）、尊氏・師直らが直義の養子直冬を討つために中国地方へ遠征すると、その留守に乗じて京都を脱出、師直討伐を掲げて南朝へ降る。しかし直義は、南朝に降ったのちも発給文書には北朝で用いられた観応の年号を使用しており、降伏は便宜的なものであったと解釈されている。
一方、京都の北朝は直義追討令を出すに至る。南朝に属した直義は尊氏勢を圧倒し、観応2年（1351年）に播磨国光明寺城（光明寺合戦）や摂津国打出浜（兵庫県芦屋市）で尊氏方を破る（打出浜の戦い）。尊氏方の高師直・師泰兄弟とその一族は2月26日、直義派の上杉能憲に殺害された。
師直兄弟を闇討ちで排除した後は、尊氏の嫡子義詮の補佐として政務に復帰したが、尊氏・義詮父子との仲は良くならず、ついに尊氏父子は出陣と称して京都から出ていきそれぞれ近江と播磨で反直義勢の態勢を整え始めた。それを見た直義は8月1日に京都を脱して北陸、信濃を経、鎌倉を拠点に反尊氏勢力を糾合した。これに対して尊氏父子は南朝に降り、正平一統が成立して新たに南朝から直義追討令を出してもらう。
そして駿河国薩埵山（静岡県静岡市清水区）、相模国早川尻（神奈川県小田原市）などで行われた薩埵峠の戦いで尊氏に敗れた。直義は正平7年（1352年）1月5日に鎌倉に追い込まれて武装解除され、浄妙寺境内の延福寺に幽閉された。2月25日には鎌倉で尊氏の四男基氏の元服が行われている。その翌日の2月26日、直義は急死した。『太平記』巻第三十では「俄に黄疸と云ふ病に犯され、はかなく成らせ給ひけりと、外には披露ありけれ共、実には鴆毒の故に、逝去し給ひけるとぞささやきける」と、毒殺の噂が流れたことを記述している。研究者の中には毒殺説を支持するものも多いが、峰岸純夫、亀田俊和は自然死であると見ている。
直義が没した日は奇しくも、自身の宿敵であった高師直・師泰兄弟の一周忌に当たり、早世した実子・如意丸（如意王）の一周忌の翌日でもあった。享年46。
観応の擾乱は直義の死により終わりを告げた。ただし、直義派の武士による抵抗は、その後直冬を盟主として1364年ごろまで続くことになった。
なお、尊氏はその死の直前の延文3年（1358年）に、直義を従二位に叙するよう後光厳天皇に願い出ている。その後、年月日は不詳であるがさらに正二位を追贈された。康安2年（1362年）7月22日には「大倉宮」の神号が贈られ、「大倉二位明神」として直義の邸宅であった三条坊門殿の跡地に三条坊門八幡宮（現・御所八幡宮社）を創建して祀った他、直義が失脚後に滞在していた綾小路邸にも祀った。さらに天龍寺の付近に直義を祀る仁祠（寺）が建てられている。

## 人物

### 性格
尊氏が激しい感情の起伏がある人物とされるのに対し、直義は冷静沈着であったとされる。また『太平記』などでは汚いやり口を嫌う兄の尊氏に代わって自ら手を汚す役割を務めたとされており、同書では親王の殺害や天皇との折衝における背反行為などは尊氏ではなく、直義が果たしたものとされている。
尊氏が山のように贈られてきた品物を部下たちにすべて分け与えたほど無欲だったという逸話は有名であるが、直義はそもそもそういう贈り物を受け取ること自体を嫌った、と言われている。
直義は足利一門の渋川貞頼の娘を正室とした他に側室を迎えなかった。二人の間には長く子が生まれず、尊氏の庶子直冬を養子にしたが、夫婦ともに40歳を過ぎてから思いがけず男子（如意丸）が誕生した。このことが直義に野心を芽生えさせたと『太平記』は描いている。

### 政治家として
降伏した後醍醐から光明に三種の神器が引き渡され、武家政権（室町幕府）が開始するにあたり、その基本方針を示す建武式目が制定されたが、その内容は直義の意思を反映したものだと言われる。
1338年、尊氏が征夷大将軍に就くと、直義は左兵衛督に任ぜられ、「征夷将軍と武衛将軍、兄弟両将軍」と称せられた（「武衛将軍」は兵衛督の唐名）。副将軍とも言われる。
数々の武功を立てた土岐頼遠が光厳上皇に狼藉を働いて捕らえられた際、頼遠の軍才や数々の武功を惜しんで助命を嘆願する声が上がり続けても、朝廷の権威を重んじる直義は断固として耳を貸さずに頼遠を斬首した。光厳上皇の権威を軽視ないし否定することは、上皇から征夷大将軍を与えられた尊氏と、そして室町幕府の権威をも否定することになりかねず、情に流されない冷徹な判断によるものであった。もっとも一方では頼遠の武功に免じて、土岐家そのものは取り潰さず彼の甥に継がせて存続させているなど、現実的な折衝を試みている。
観応の擾乱において将軍尊氏と対立した後も、一貫して幕府と北朝の正統性を擁護し続けた。直義と南朝との和議交渉を記録した「吉野御事書案」において、直義勝利の暁には幕府は北朝の解体と大政奉還をすべきであると要求する南朝側に対して、実際に天下の秩序を守っているのは幕府を筆頭とした武士である、それに北朝にこそ三種の神器があるので北朝が正統であるから、南朝こそ要求に従って無条件で京都に帰還すべきであると直義は論じ、和議後も両者の相互不信は続いた。その後、尊氏が南朝と和議を交渉した際に、直近の課題である直義討伐を優先して南朝側の要求を全面的に受け入れて「降伏」し、南朝は京都に進出して北朝を廃し、尊氏に直義討伐を命じた。直義は幕府の正統性を守ろうとして却って幕府の首長（将軍）である尊氏との外交戦争に敗れることになり、諸国の武士からはもちろん大高重成のような側近からも離反される結果を招いた。

### 尊氏との関係
観応の擾乱で天下を巻き込んで争った尊氏と直義だが、2歳違いの同母兄弟ということもあって元来仲はすこぶる良かった。幕府滅亡後の鎌倉を預かっていた直義が中先代の乱で敗走したときには、尊氏は後醍醐天皇の勅許を得ぬまま軍勢を催して東国に下り、直義を救援した。 
直義は、乱の平定後帰京しようとする尊氏を説き鎌倉に留まらせた。これを警戒する反尊氏派の運動によって追討令が出ると、尊氏は後醍醐の恩を思い出家して恭順の意を示そうとするが、直義らは尊氏の罪を一切許さないとする偽の綸旨まで示して翻意させようとした。さらに軍勢を率いて西上した直義らが敗北すると、これを救うべく尊氏もついに官軍に立ち向かうことになった。このように建武政権に対抗し、積極的に武家政権の再興を推し進めたのは直義以下の武士たちで、弟想いの尊氏は板挟みの末に後醍醐に反旗を翻す決断に至ったといえる。
京都を手中に収めた足利方の推す光明天皇が践祚してわずか2日後、尊氏が清水寺に奉納した願文には「尊氏に道心給ばせ給候て、後生助けさせおはしまし候べく候。猶々、とく遁世したく候。道心給ばせ給候べく候。今生の果報に代へて、後生助けさせ候べく候」とある。持明院統の天皇・上皇を擁して逆賊の名を一応逃れたとはいえ、後醍醐を逐ったことは尊氏を沈鬱にし、出家遁世の志を起こさせた。これに続けて「今生の果報をば、直義に給ばせ給ひて、直義安穏に守らせ給候べく候」と、弟想いの心情が現れるとともに、新たな政治の現実は直義が担っていくものという意識も滲ませている。

### 教養
兄の足利尊氏には及ばないとはいえ、武家歌人としては兄に次ぐ和歌の力量を持っていた。特に、兄が隠居していた康永・貞和年間（1342年 - 1350年）のころは、直義が武家歌壇を統率する存在だった。『風雅和歌集』以下の勅撰和歌集に、26首が入集している。
和歌における直義の主要業績は、武家歌人として史上初めて政治を詠んだ歌が勅撰和歌集に収録されたことである。鎌倉時代までは武人の政治詠歌は勅撰集にとられない慣例だったが、光厳上皇親撰による『風雅和歌集』で慣例を破って直義の政治詠歌が入集した。この背景には、光厳上皇個人から直義への大きな信頼があったことや、北朝が幕府への依存を強めていく当時の政治状況があったことなどが指摘されている。
宗教政策においては、禅宗を手厚く庇護した。政治上は禅僧の夢窓疎石との関わりが深く、天龍寺造営のために貿易船である天龍寺船を派遣した。また、夢窓との対話は『夢中問答集』として刊行されている。ただし、信仰的にも夢窓に深く崇敬した後醍醐天皇や兄の尊氏とは違い、直義個人としてはそこまで夢窓を高く評価していなかったようである。夢窓疎石に始まる夢窓派は旧仏教とも親和性の高い折衷主義的な禅風をとっていたが、直義は純粋禅である無学祖元に始まる仏光派に帰依しており、その点で不満を抱いていたという。
『太平記』の祖形となった史書の誤りを訂正させた話なども伝えられる。

## 官歴
※日付＝旧暦

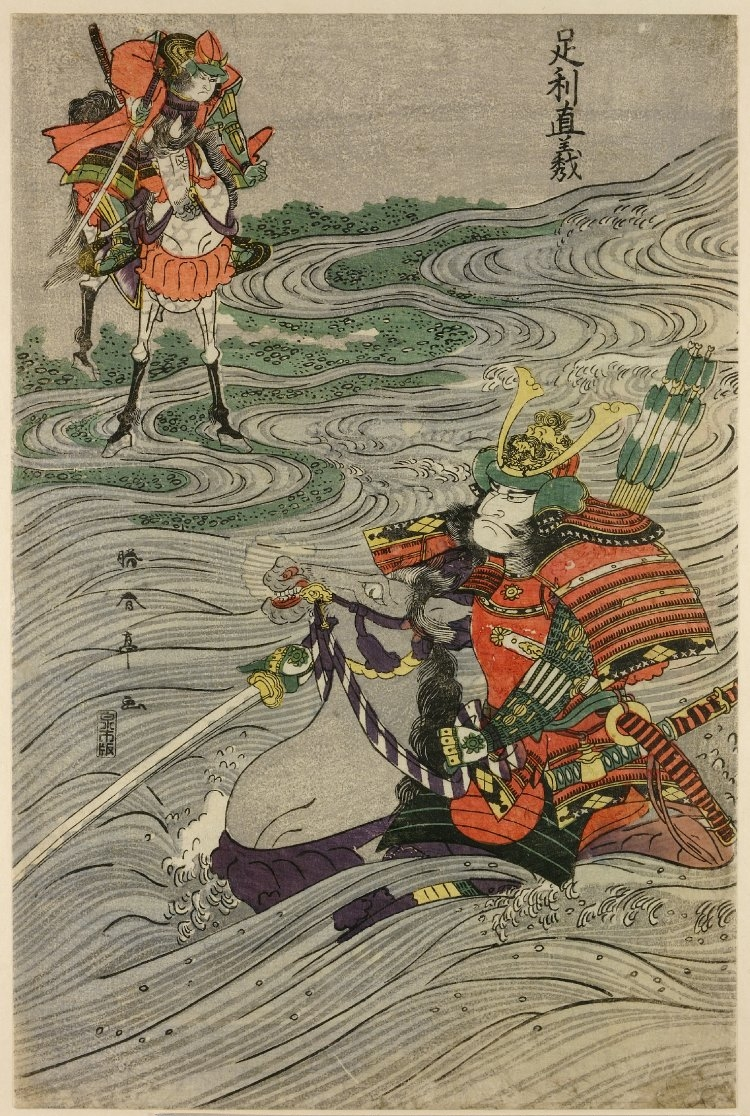
足利直義（勝川春亭画）

- 嘉暦元年（1326年）5月26日、従五位下に叙し、兵部少輔に任官。
- 正慶2年（1333年）6月12日、左馬頭に転任。 10月10日、正五位下に昇叙。左馬頭如元。11月8日、相模守に遷任。
- 建武元年（1334年）7月9日、従四位下に昇叙。相模守如元。
- 暦応元年（1338年）8月11日、従四位上に昇叙し、左兵衛督に転任。
- 康永3年（1344年）9月23日、従三位に昇叙。左兵衛督如元。
- 貞和5年（1349年）12月8日、出家。
- 正平7年（1352年）2月26日、薨去[注釈 2]。享年47。
- 延文3年（1358年）2月12日、贈従二位。
- 年月日不詳、贈正二位[20]。

## 偏諱を与えた人物
直義時代
前述の通り直義が副将軍（征夷副将軍）であったことから、二頭政治・観応の擾乱期で直義派であった人物を中心に偏諱を賜っている者がいた。「直」の字は直義の読みに合わせて「ただ」と読むが、一部で「なお」と読まれる説もある（直義派から離れた際に読みを改めたとも考えられる）。
直義派
- 足利直冬 - 甥（兄・尊氏の子）で直義の養嗣子。
- 石塔直房（石塔氏） - 直義派の有力武将・石塔頼房の次男。のち父と決別して尊氏派に転じ、名を「忠房」と改めた。
- 岩松直国（岩松氏） - 岳父（妻の父）・上杉憲顕とともに直義派に属すも尊氏派と戦い失脚、その後尊氏の子・基氏の宇都宮氏綱征伐への従軍・戦功により復権、以後鎌倉公方に仕えた。
- 上野直勝
- 隠岐直氏[29] - 隠岐氏は佐々木氏の一族とされる。直義派に属す。
- 渋川義季? - 義弟（直義夫人の弟）
- 渋川直頼 - 義季の子。初め直義派、のち尊氏派に転向。
- 諏訪直頼 - 諏訪氏当主および諏訪大社大祝。元は南朝方の武将であり、南朝方に降った直義を支援する形で信濃国における直義党の主将として活動。直義死後も宗良親王に属すが、のちに足利義詮に降る。
- 畠山直顕 - 直義没後のことになるが直冬に属しており、甥・直宗が直義の側近であることから直顕も直義派であったとみられる。
- 畠山直宗 - 直義の側近。直顕の甥。
- 淵辺義博? - 直義の家臣。
- 桃井直常 - 直義派の有力武将。直義没後も直冬に属し、尊氏に敵対し続けた。
- 桃井直信 - 直常の弟。初め直義派、のち擾乱終結後は兄と袂を分かち、義詮に属す。
- 桃井直弘 - 直常の弟。
- 桃井直和 - 直常の子。建徳元年／応安3年（1370年）、北朝方の斯波義将（父・高経が旧直義・直冬派）との抗争に敗れ越中で戦死。子（桃井直儀）にも同字を含む。
- 桃井直知 - 直常の子。

その他
上記のほか、擾乱期の動向・去就が不明な者や尊氏派についた者のなかにも諱に「直」の字がついた者が散見されるが、同時代の人物であることから可能性は高く、擾乱期に直義派でなくても尊氏と直義がまだ対立関係にない段階で直義から1字を受けたと考えれば決して矛盾ではない。特に「ただ」と読む（説がある）者に関しては可能性が極めて高い。
- 赤松直頼 - 尊氏派。
- 一色直氏 - 尊氏派。九州にて直冬派と抗争を繰り広げるが敗退。
- 河越直重 - 尊氏派。父・高重とともに直義（鎌倉将軍府）の管轄国内の武士であったが、擾乱では武蔵平一揆を率い尊氏派の武将として戦った。
- 斯波直持（大崎直持） - 擾乱期の動向は不明だが、父家兼は尊氏派。擾乱終結後は義詮に属す。
- 土岐直氏 - 詮直の父。長兄で惣領の頼康ら兄弟とともに尊氏派に属す。
- 畠山直泰 - 畠山高国の子で国氏の弟。擾乱では尊氏派に属し、直義派の吉良貞家に攻められた際に父兄と共に自害。
- 細川直俊 - 直俊自身は擾乱より前に戦死しているが、兄の顕氏が擾乱では直義派に属している。
- 結城直朝 - 直義（鎌倉将軍府）の管轄国内の武士。擾乱より前に戦死。
- 結城直光 - 直義（鎌倉将軍府）の管轄国内の武士。直朝の弟。尊氏派として武蔵野合戦に参戦。

## 関連作品
小説
- 安部龍太郎「兄の横顔」（文藝春秋『室町花伝』／文春文庫『バサラ将軍』収録、1995年）
- 杉本苑子『風の群像 小説・足利尊氏』（講談社文庫、2000年）
- 岡田秀文『足利兄弟』（双葉社、2016年）
- 垣根涼介『極楽征夷大将軍』（文藝春秋、2023年）
- アグニュー恭子『世尊寺殿の猫』（論創社、2024年）

テレビドラマ
- 『太平記』(1991年 NHK大河ドラマ) 演:高橋守→高嶋政伸
  - 同作では毒殺説を採用しているが、足利家を一つにまとめるため、あえて兄・尊氏からの毒を飲んだという独自の解釈を用いた。

漫画
- 湯口聖子『夢語りシリーズ 風の墓標』（秋田書店、1989-1991年）
- 河村恵利「雨の糸」「火炎」（秋田書店『歴史ロマンシリーズ 1 ささめごと』収録、1991年）、「春宵」（秋田書店『歴史ロマンシリーズ 2 清水鏡』収録、1991年）
- 河部真道『バンデット -偽伝太平記-』（講談社、2016年- 2017年）
- 松井優征『逃げ上手の若君』（集英社、2021-）

アニメーション
- 『まんが日本史』（1983年、日本テレビ、金沢寿一）
- 『逃げ上手の若君』（2024年、TOKYO MX、声：古川慎、野村香菜子（幼少期））

## 画像集

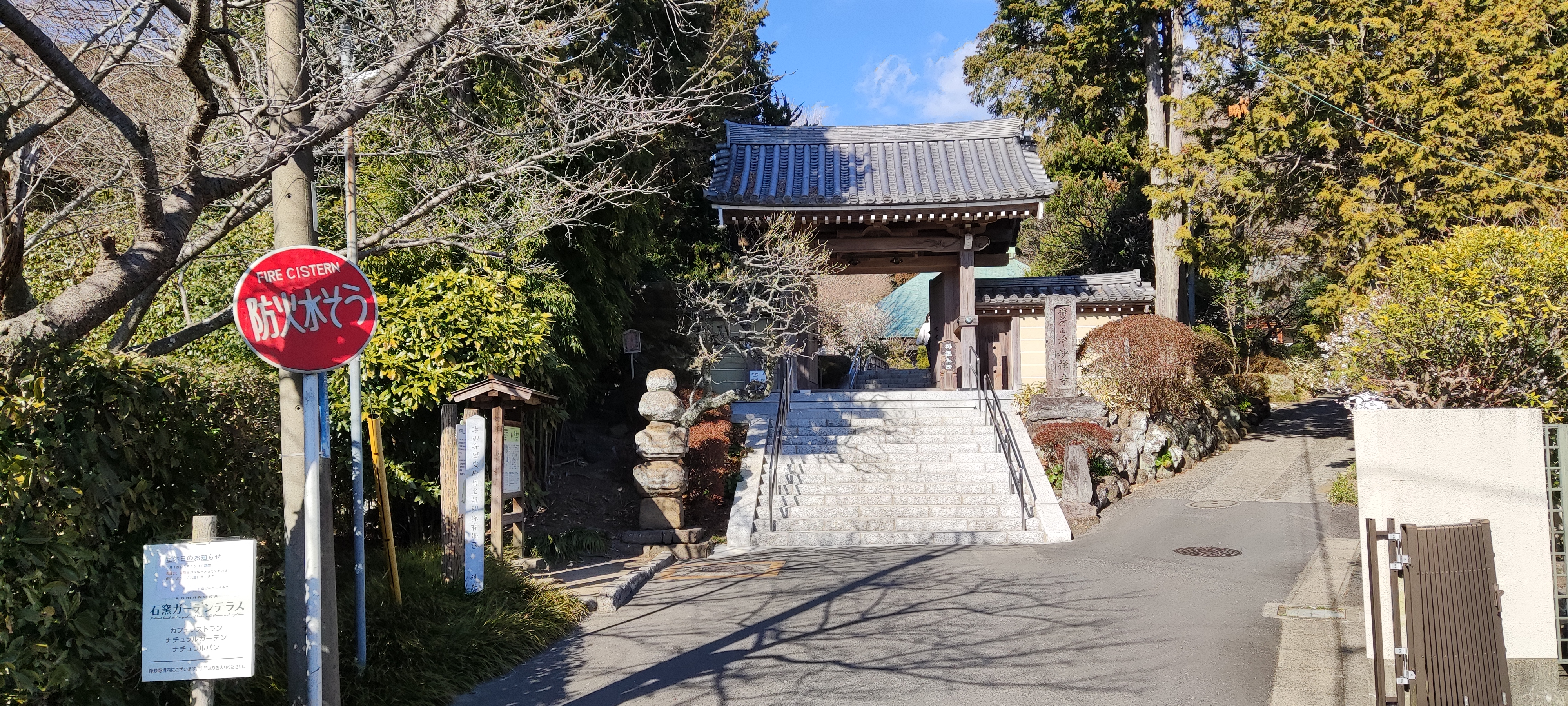
浄妙寺山門（神奈川県鎌倉市浄明寺3‐5‐31拝観料100）
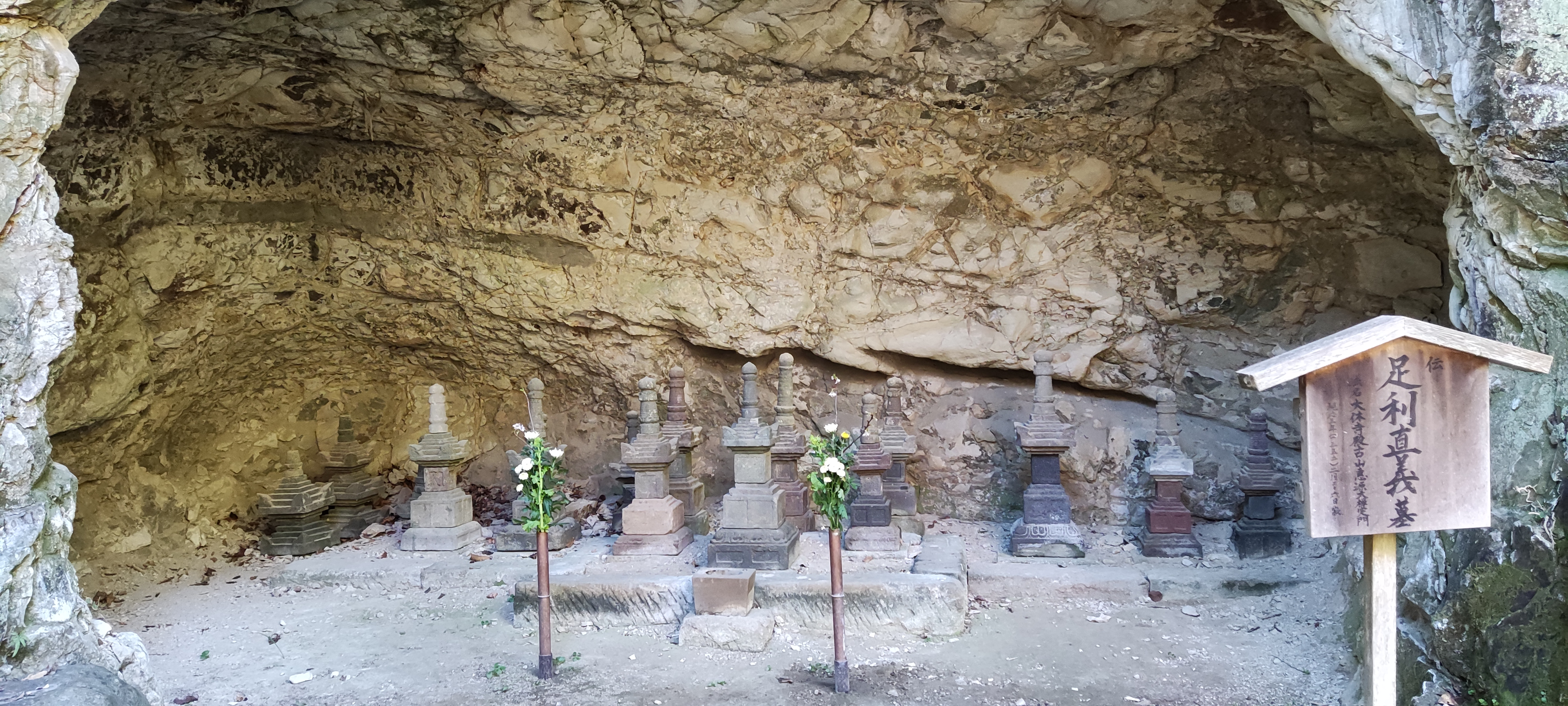
伝足利直義墓（鎌倉市）（神奈川県鎌倉市二階堂773‐75）
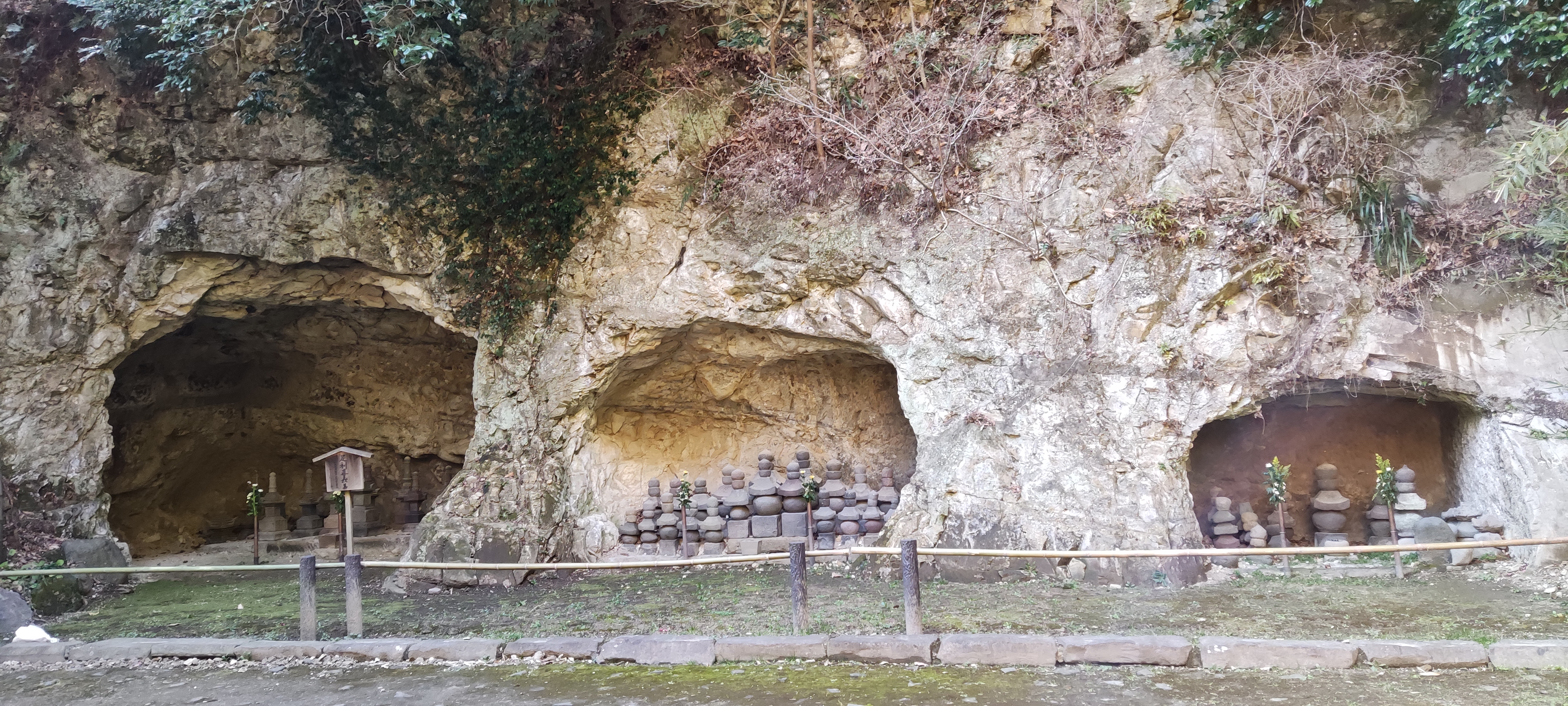
伝足利直義墓所全景（鎌倉市）（やぐら3所宝篋印塔五輪塔）

## 関連文献
- 亀田俊和 「足利直義下文の基礎的研究」（鎌倉遺文研究会編集 『鎌倉遺文研究』第34号、吉川弘文館、2014年10月20日、pp.57-76、ISBN 978-4-642-09279-1）
- 櫻井彦; 樋口州男; 錦昭江 編『足利尊氏のすべて』新人物往来社、2008年9月。ISBN 978-4-404-03532-5。
- 森茂暁 「足利直義発給文書の研究 ─いわゆる「二頭政治」の構造」─」（福岡大学人文論叢編集委員会編集 『福岡大学人文論叢』第45巻第4号（通巻第179号）、福岡大学研究推進会、2014年3月20日）
- 松山充宏 編『桃井直常とその一族』戎光祥出版〈中世武士選書 49〉、2023年。ISBN 978-4-86403-487-6。